# Janua ainu
Janua ainu är en ringmaskart som beskrevs av Uchida 1971. Janua ainu ingår i släktet Janua och familjen Serpulidae. Inga underarter finns listade i Catalogue of Life.